# Ocalony (film 2013)
Ocalony (ang. Lone Survivor) – amerykański dramat wojenny z 2013 roku w reżyserii Petera Berga. Adaptacja książki Marcusa Luttrella i Patricka Robinsona pt. "Lone Survivor" z 2007.

## Obsada
- Mark Wahlberg jako Marcus Luttrell
- Taylor Kitsch jako Michael P. Murphy
- Emile Hirsch jako Danny Dietz
- Ben Foster jako Matt Axelson
- Yousuf Azami jako Ahmed Shahd
- Ali Suliman jako Gulab
- Eric Bana jako komandor porucznik Erik S. Kristensen
- Alexander Ludwig jako Shane Patton

## Nagrody i nominacje
86. ceremonia wręczenia Oscarów
- nominacja: najlepszy dźwięk Andy Koyama i Beau Borders
- nominacja: najlepszy montaż dźwięku Wylie Stateman

Critics’ Choice
- nagroda: najlepszy film akcji
- nagroda: najlepszy aktor w filmie akcji Mark Wahlberg

Amerykańska Gildia Scenarzystów
- nagroda: najlepszy zespół kaskaderski w filmie

18. ceremonia wręczenia Satelitów
- nominacja: najlepszy scenariusz adaptowany Peter Berg

Złote Szpule
- nominacja: najlepszy montaż dźwięku w filmie pełnometrażowym – dialogi i technika ADR
- nominacja: najlepszy montaż dźwięku w filmie pełnometrażowym – efekty i imitacje dźwiękowe